# Dan Brandia
Dan Brandia (auch: Garin Brandia) ist ein Dorf im Arrondissement Zinder I der Stadt Zinder in Niger.

## Geographie
Das von einem traditionellen Ortsvorsteher (chef traditionnel) geleitete Dorf befindet sich südlich des Stadtzentrums im ländlichen Gemeindegebiet von Zinder, der Hauptstadt der gleichnamigen Region Zinder. Zu den Nachbarorten von Dan Brandia zählen die Dörfer Garin Malam Maïgamdji und Tchentchindi im Nordwesten, hinter dem Weiler Garin Badakey das Dorf Rimi Rimi im Südosten sowie die Dörfer Angoual Géré und Doroyi im Süden.
Wie im gesamten Gemeindegebiet von Zinder herrscht das Klima der Sahelzone vor, mit einer durchschnittlichen jährlichen Niederschlagsmenge zwischen 300 und 400 mm.

## Bevölkerung
Bei der Volkszählung 2012 hatte Dan Brandia 214 Einwohner, die in 31 Haushalten lebten. Bei der Volkszählung 2001 betrug die Einwohnerzahl 48 in 9 Haushalten.

## Wirtschaft und Infrastruktur
Bei Dan Brandia verläuft die 980,9 Kilometer lange Nationalstraße 11 zwischen Algerien und Nigeria. Es gibt eine Schule im Dorf.